# 前田千島
前田 千島（まえだ ちしま、1997年3月4日 - ）は、鹿児島県志布志市出身の、日本人の女子柔道家である。階級は52 kg級。身長157 cm。柔道弐段を取得。組み手は右組み。得意技は背負投。2019年に片手絞の珍しい絞技片手巻を国際試合で2回以上極めている。

## 経歴
5人兄弟の末っ子で、柔道は7歳の時に志布志柔道スポーツ少年団で始めた。小学校5年の時に全国小学生学年別柔道大会40 kg級に出場するが、予選リーグで敗れた。財部中学3年の時には全国中学校柔道大会44 kg級に出場するも、3回戦で敗れた。国分中央高校へ進むと、1年の時にはインターハイ52 kg級で5位となった。全国高校選手権52 kg級では3回戦で48 kg級の選手である大成高校2年の近藤亜美に袈裟固で敗れた。2年の時には全日本カデの決勝で大成高校1年の黒木七都美を技ありで破って優勝した。世界カデの準決勝でグルジアのマリアム・ジャナシビリと対戦すると、巴投げで一本に近い技ありを先取しながら合技で逆転負けを喫して3位だった。全国高校選手権決勝では黒木をGSに入ってから指導3で破って優勝を飾った。この際に、「日本一になったら実業団に入ることを決めていた。優勝が自信になり、実業団で力を積みオリンピックを目指したいという気持ちが強くなった」「東京オリンピック、そして同じ年の鹿児島国体でも優勝し、鹿児島に恩返しがしたい」と語った。3年の時にはインターハイ決勝で黒木にGSに入ってから払巻込で敗れて2位だった。全日本ジュニアでは3位となった。国体少年女子の部でも3位だった。
2015年には三井住友海上に入社した。ロシアジュニア国際では決勝で黒木を反則勝ちで破って優勝した。ポーランドジュニア国際でも優勝した。全日本ジュニアでは決勝で帝京大学2年の渡邉貴子に横四方固で敗れた際に左膝を負傷した。2016年にはリオデジャネイロオリンピックのテスト大会に出場して、決勝で地元ブラジルのジェシカ・ペレイラを指導2で破って優勝を飾った。選抜体重別では3位だった。実業団体では優勝を飾った。2017年の選抜体重別では初戦で敗れたが、ベルギー国際ジュニアの部とロシアジュニア国際では優勝飾った。全日本ジュニアでは3位だったが世界ジュニア代表に選出された。世界ジュニアでは決勝まで勝ち上がるも、夙川学院高校2年の阿部詩に技ありを取られて2位にとどまった。2018年の講道館杯では決勝で福岡大学4年の立川莉奈をGSに入ってから技ありで破って優勝した。グランドスラム・大阪では準々決勝でフランスのアマンディーヌ・ブシャールに技ありで敗れると、その後の3位決定戦で了徳寺学園職員の志々目愛に背負投で敗れて5位にとどまった。2019年のグランドスラム・デュッセルドルフでは準決勝でモンゴルのルハグバスレン・ソソルバラムに合技で敗れるも、3位決定戦で韓国の鄭普涇を技ありで破って3位になった。4月の選抜体重別では準決勝で了徳寺学園職員の角田夏実に合技で敗れて3位だった。7月のグランプリ・ブダペストでは準々決勝でルーマニアのアンドレア・キトゥに技ありを先取されるも横四方固で逆転勝ち、準決勝ではリオデジャネイロオリンピック金メダリストであるコソボのマイリンダ・ケルメンディに技ありを先取されるも巴投げで技ありを取り返すと、GSに入ってから背負投で技ありを取って合技で一本勝ち、決勝ではスイスのファビアンヌ・コシェールを技ありで破って優勝した。11月の講道館杯では3位だった。11月のグランドスラム・大阪では準決勝でブシャールに袈裟固で敗れて3位だった。2020年1月のグランプリ・テルアビブでは決勝で鄭普涇を崩袈裟固で破って優勝した。3月にはグランドスラム・エカテリンブルグに出場予定だったが、新型コロナウイルスの影響により全柔連が選手派遣を取り止めたために出場しなかった。2020年11月の講道館杯では準決勝で龍谷大学4年の武田亮子に敗れるなどして5位だった。2022年10月の講道館杯は3位だった。2023年6月の実業団体では2位だった。なお、今大会後に現役引退を表明すると、三井住友海上も退社した。

## 戦績
- 2012年 - インターハイ 5位
- 2012年 - 国体 少年女子の部 5位
- 2013年 - 全日本カデ 優勝
- 2013年 - ドイツカデ国際 優勝
- 2013年 - 世界カデ 3位
- 2014年 - 全国高校選手権 優勝
- 2014年 - インターハイ 2位
- 2014年 - 全日本ジュニア 3位
- 2014年 - 国体 少年女子の部 3位
- 2015年 - ロシアジュニア国際 優勝
- 2015年 - ポーランドジュニア国際 優勝
- 2015年 - 全日本ジュニア 2位
- 2016年 - リオデジャネイロオリンピックテスト大会 優勝
- 2016年 - 選抜体重別 3位
- 2016年 - 実業団体 優勝
- 2016年 - 講道館杯 5位
- 2017年 - ベルギー国際 ジュニアの部 優勝 シニアの部 3位
- 2017年 - ロシアジュニア国際 優勝
- 2017年 - 全日本ジュニア 3位
- 2017年 - 世界ジュニア 2位
- 2018年 - アジアオープン・台北 3位
- 2018年 - 実業個人選手権 3位
- 2018年 - 講道館杯 優勝
- 2018年 - グランドスラム・大阪 5位
- 2019年 - グランドスラム・デュッセルドルフ 3位
- 2019年 - 選抜体重別 3位
- 2019年 - グランプリ・ブダペスト 優勝
- 2019年 - 実業個人選手権 優勝
- 2019年 - 講道館杯 3位
- 2019年 - グランドスラム・大阪 3位
- 2020年 - グランプリ・テルアビブ 優勝
- 2020年 -　講道館杯　5位
- 2021年 -　体重別　3位
- 2022年 -　講道館杯　3位
- 2023年 -　実業団体　2位

(出典、JudoInside.com)